# 6.º Batallón de Defensa Local de la Fuerza Aérea
El 6º Batallón de Defensa Local de la Fuerza Aérea (6. Landesschützen-Bataillon der Luftwaffe) fue una unidad de la Luftwaffe durante la Segunda Guerra Mundial.

## Historia
Fue formado en el invierno de 1943/1944 con 4 compañías. Fue disuelto en 1944.